# Vua của châu Á
Vua của cả châu Á (tiếng Hy Lạp: Κύριος της Ασίας) là tước hiệu do người ta tôn phong cho vua Macedonia là Alexandros Đại đế, sau khi ông thắng trận Gaugamela vào năm 331 TCN. Theo ghi nhận của ông Aristobulus, trước thời vua Alexandros Đại Đế, vua Cyrus Đại Đế của Đế quốc Ba Tư đã thể hiện ông là "Đức Vua của cả châu Á" qua mộ chí của ông tại kinh thành Pasargadae.
Vua Alexandros Đại Đế vốn là Quốc vương xứ Macedonia và Bá chủ của Liên minh Corinth. Sau khi đánh bại vua Darius III của Đế quốc Ba Tư trong trận Issus vào năm 333 TCN, ông đã tự xưng làm "Đức Vua của cả châu Á" về mặt thực tế. Nhưng thật ra ông chưa chinh phạt hết cả châu Á trong lúc này. Để chính vị hiệu ở cả châu Á, ông tiến hành xây dựng các khu định cư của người Macedonia trên những vùng đất mà ông chinh phạt. Với một trận thắng oanh liệt khác của ông tại Gaugamela vào năm 331 TCN và cái chết của vua Darius III, vua Alexandros Đại Đế trở thành "Đức Vua của cả châu Á" về mặt pháp lý.
Sau khi vua Alexandros Đại Đế qua đời vào năm 323 TCN, các vua kế vị ông thừa hưởng Đế hiệu này, dù họ chỉ là những ông vua bù nhìn ở châu Á, và thậm chí là toàn thể Đế quốc Macedonia. Các phó vương (satrap) nổi dậy và không ít quan Nhiếp chính đã nắm thực quyền. Khi Đế quốc Macedonia bị chia cắt và các sứ quân Diadochi trỗi dậy, không còn ai làm "Đức Vua của cả châu Á".

## Danh sách các vị "Vua của châu Á"
- Alexandros I (Alexandros III của Macedonia, tức Alexandros Đại Đế): 331 TCN — 323 TCN
- Philippos I (Philippos III của Macedonia): 323 TCN — 317 TCN
- Alexandros II (Alexandros IV của Macedonia): 317 TCN — 309 TCN